# Hostile
Ne doit pas être confondu avec Hostiles.
Pour plus de détails, voir Fiche technique et Distribution.
Hostile est un film d'horreur post-apocalyptique français écrit et réalisé par Mathieu Turi, sorti en 2017. Il s'agit du premier long-métrage du réalisateur, tourné en anglais.

## Synopsis
Survivante de l'apocalypse à la suite d'une catastrophe inconnue, Juliette s'aventure de ville en ville pour dénicher de la nourriture comme le font les survivants dans ce monde en ruine. Contrôlant mal sa voiture, elle a un accident. La nuit tombe, elle se réveille la jambe brisée, coincée dans la voiture et, affolée, constate qu'il fait nuit noire. Personne ne sort la nuit, car quelque chose rôde…

## Fiche technique
- Titre original : Hostile
- Réalisation et scénario : Mathieu Turi
- Musique : Frédéric Poirier
- Direction artistique :  Thierry Jaulin
- Décors : Coline Delalandre, Alexandre Ivanoff, Sebastien Jaulin et Thierry Jaulin
- Costumes : Caroline Di Paolo
- Photographie : Vincent Vieillard-Baron
- Montage : Joël Jacovella
- Production : Olivier Chateau, Éric Gendarme, Hicham Hajji et Thomas Lubeau
- Production déléguée : Xavier Gens
- Sociétés de production : Full Time Films ; H Films (coproduction)
- Société de distribution : Next Film Distribution
- Pays de production :  France
- Langue originale : anglais
- Format : couleur
- Genre : horreur post-apocalyptique
- Durée : 83 minutes
- Dates de sortie :
  - Suisse romande : 4 juillet 2017 (avant-première mondiale au Festival international du film fantastique de Neuchâtel)
  - France : 1er novembre 2017 (Utopiales)[1] ; 26 septembre 2018 (sortie nationale)

## Distribution
- Brittany Ashworth (en) (VF : Anaïs Delva) : Juliette
- Grégory Fitoussi : Jack
- Javier Botet
- Jay Benedict
- David Gasman : Harry
- Carl Garrison : Carl
- Richard Meiman
- Mohamed Aroussi : le patron
- Laura D'Arista Adam : la docteur
- Aton : Cannibal

## Production

### Développement
Après ses deux courts métrages à succès, Mathieu Turi tend le scénario du film au réalisateur Xavier Gens, « une histoire profondément humaine, un nouveau regard sur le genre et une créature encore jamais vue au cinéma », dit-il dans le magazine Première en octobre 2015 ; ce dernier en est alors producteur délégué.

### Tournage
Le tournage a lieu aux trois continents, dont New York aux États-Unis, Paris en France et Ouarzazate au Maroc, en été 2016.

### Musique
La musique du film est composée par Frédéric Poirier, dont la bande originale n’est disponible nulle part en raison de problèmes juridiques.

## Accueil

### Festivals et sorties
Pour le premier long-métrage Hostile est sélectionné en « compétition internationale » et projeté en avant-première mondiale le 4 juillet 2017 au Festival international du film fantastique de Neuchâtel en Suisse, où il obtient le prix de la jeunesse Denis-de-Rougemont.
Côté atlantique, il est également présenté en septembre 2017 au festival FilmQuest à Provo dans l’Utah aux États-Unis, récoltant deux prix du meilleur film étranger pour le réalisateur ainsi que ses producteurs, et du meilleur maquillage pour Jean-Christophe Spadaccini.
En France, il est sélectionné en « compétition internationale » et projeté le 1er novembre 2017 aux Utopiales à Nantes.

### Critique
Gaël Reyre des Fiches du cinéma assure que c'est « un honnête film de genre, plutôt bien écrit et à la mise en scène soignée ».

## Distinctions

### Récompenses
- Festival international du film fantastique de Neuchâtel 2017 : sélection « Compétition Internationale » - prix de la jeunesse Denis-de-Rougemont[7]

- FilmQuest 2017 :
  - Meilleur film étranger
  - Meilleur maquillage pour Jean-Christophe Spadaccini

- Hollywood Verge Film Awards 2017 : meilleur film de science-fiction

### Nominations
- FilmQuest 2017 :
  - Meilleur film
  - Meilleur scénario
  - Meilleur réalisateur
  - Meilleure actrice pour Brittany Ashworth (en)
  - Meilleur acteur dans un second rôle pour Grégory Fitoussi
  - Meilleure photographie pour Vincent Vieillard-Baron

- Festival international du film fantastique de Neuchâtel 2017 :
  - Meilleur film
  - Meilleur film fantastique en Europe

- Hollywood Verge Film Awards 2017 :
  - Meilleure photographie pour Vincent Vieillard-Baron
  - Meilleure production artistique pour Mika Cotellon et Thierry Jaulin
  - Meilleure actrice pour Brittany Ashworth
  - Meilleur film

- Festival international du film de Catalogne 2017 : meilleur choix du public

### Document
- Dossier de presse Hostile